# Lonatura notata
Lonatura notata är en insektsart som beskrevs av Henry Fairfield Osborn 1922. Lonatura notata ingår i släktet Lonatura och familjen dvärgstritar. Inga underarter finns listade i Catalogue of Life.